# Япония на зимних Олимпийских играх 2014
Япония принимала участие в зимних Олимпийских играх 2014 года, которые проходили в Сочи (Россия) с 7 по 23 февраля, где её представляли 136 спортсменов во всех пятнадцати видах спорта. На церемонии открытия и закрытия Олимпийских игр флаг Японии несла кёрлингистка Аюми Огасавара. Для знаменитого прыгуна с трамплина Нориаки Касая, как и для российского саночника Альберта Демченко, эти зимние Игры стали рекордными седьмыми в карьере.
Зимние Олимпийские игры 2014 для Японии, если не брать в расчёт Игры 1998 года в Нагано, стали самыми успешными зимними Играми — было завоёвано 8 медалей: 1 золотая, 4 серебряные и 3 бронзовые. В неофициальном медальном зачёте Япония заняла 17-е место. Единственную золотую медаль выиграл фигурист Юдзуру Ханю, установивший мировой рекорд в короткой программе.

## Медали
| Золото  |                                                     |                                                             |            |
| №       | Спортсмены                                          | Вид спорта (дисциплина)                                     | Дата       |
| 1       | Юдзуру Ханю                                         | Фигурное катание (мужчины, одиночное катание)               | 14 февраля |
| Серебро |                                                     |                                                             |            |
| №       | Спортсмены                                          | Вид спорта (дисциплина)                                     | Дата       |
| 1       | Аюму Хирано                                         | Сноуборд (мужчины, хафпайп)                                 | 11 февраля |
| 2       | Акито Ватабэ                                        | Лыжное двоеборье (нормальный трамплин/10 км)                | 12 февраля |
| 3       | Нориаки Касай                                       | Прыжки на лыжах с трамплина (мужчины, большой трамплин)     | 15 февраля |
| 4       | Томока Такэути                                      | Сноуборд (женщины, параллельный гигантский слалом)          | 19 февраля |
| Бронза  |                                                     |                                                             |            |
| №       | Спортсмены                                          | Вид спорта (дисциплина)                                     | Дата       |
| 1       | Таку Хираока                                        | Сноуборд (мужчины, хафпайп)                                 | 11 февраля |
| 2       | Дайки Ито Нориаки Касай Рэрухи Симидзу Таку Такэути | Прыжки на лыжах с трамплина (большой трамплин среди команд) | 17 февраля |
| 3       | Аяна Онодзука                                       | Фристайл (женщины, ски-хафпайп)                             | 20 февраля |

| Медали по видам спорта | Медали по видам спорта | Медали по видам спорта | Медали по видам спорта | Медали по видам спорта |
| ---------------------- | ---------------------- | ---------------------- | ---------------------- | ---------------------- |
| Вид спорта             | 1                      | 2                      | 3                      | Итого                  |
| Лыжное двоеборье       | 0                      | 1                      | 0                      | 1                      |
| Прыжки с трамплина     | 0                      | 1                      | 1                      | 2                      |
| Сноуборд               | 0                      | 2                      | 1                      | 3                      |
| Фигурное катание       | 1                      | 0                      | 0                      | 1                      |
| Фристайл               | 0                      | 0                      | 1                      | 1                      |
| Всего                  | 1                      | 4                      | 3                      | 8                      |

## Состав и результаты

### Биатлон
Мужчины
| Соревнование         | Спортсмены   | Стрельба | Время   | Место |
| -------------------- | ------------ | -------- | ------- | ----- |
| Спринт               | Хидэнори Иса | 1+2      | 27:15,2 | 71    |
| Индивидуальная гонка | Хидэнори Иса | 2+1+1+2  | 58:56,1 | 84    |

Женщины
| Соревнование         | Спортсмены                                            | Стрельба | Время   | Место |
| -------------------- | ----------------------------------------------------- | -------- | ------- | ----- |
| Спринт               | Фуюко Судзуки                                         | 0+1      | 22:47,4 | 39    |
| Спринт               | Юки Накадзима                                         | 1+1      | 24:12,9 | 68    |
| Спринт               | Рина Судзуки                                          | 0+2      | 25:40,6 | 80    |
| Спринт               | Мики Кобаяси                                          | 1+4      | 25:52,3 | 81    |
| Гонка преследования  | Фуюко Судзуки                                         | 0+0+0+1  | 32:49,0 | 32    |
| Индивидуальная гонка | Фуюко Судзуки                                         | 0+1+0+2  | 50:27,4 | 52    |
| Индивидуальная гонка | Мики Кобаяси                                          | 1+2+1+0  | 54:01,0 | 68    |
| Индивидуальная гонка | Юки Накадзима                                         | 3+2+1+0  | 56:00,2 | 75    |
| Индивидуальная гонка | Рина Судзуки                                          | 0+2      | DNF     | DNF   |
| Эстафета             | Фуюко Судзуки Юки Накадзима Мики Кобаяси Рина Судзуки | 0+11     | LAP     | 13    |

### Бобслей
Мужчины
| Соревнование | Спортсмены                                                 | 1 заезд   | 1 заезд | 2 заезд   | 2 заезд | 3 заезд   | 3 заезд | 4 заезд               | 4 заезд               | Итоговый результат | Итоговое место |
| Соревнование | Спортсмены                                                 | Результат | Место   | Результат | Место   | Результат | Место   | Результат             | Место                 | Итоговый результат | Итоговое место |
| ------------ | ---------------------------------------------------------- | --------- | ------- | --------- | ------- | --------- | ------- | --------------------- | --------------------- | ------------------ | -------------- |
| Двойки       | Хисаси Миядзаки Хироси Судзуки                             | 57,91     | 27      | 58,21     | 28      | 58,02     | 28      | Завершили выступление | Завершили выступление | 2:54,14            | 28             |
| Четвёрки     | Тосики Куроива Хисаси Миядзаки Синтаро Сато Хироси Судзуки | 56,41     | 26      | 56,42     | 26      | 56,63     | 28      | Завершили выступление | Завершили выступление | 2:49,46            | 26             |

### Горнолыжный спорт
Мужчины
| Соревнование | Спортсмены   | Скоростной спуск/ 1 спуск | Скоростной спуск/ 1 спуск | Слалом/ 2 спуск | Слалом/ 2 спуск | Всего | Место |
| Соревнование | Спортсмены   | Время                     | Место                     | Время           | Место           | Всего | Место |
| ------------ | ------------ | ------------------------- | ------------------------- | --------------- | --------------- | ----- | ----- |
| Слалом       | Наоки Юаса   | 48,74                     | 20                        | DNF             | DNF             | DNF   | DNF   |
| Слалом       | Акира Сасаки | 49,54                     | 28                        | DNF             | DNF             | DNF   | DNF   |

### Кёрлинг

#### Женщины
Состав
| Четвёртый             | Третий      | Второй       | Ведущий         | Запасной     |
| --------------------- | ----------- | ------------ | --------------- | ------------ |
| Аюми Огасавара (скип) | Юми Фунаяма | Кахо Онодэра | Митико Томабэти | Тинами Ёсида |

Круговой турнир
|  | Команды, выходящие в полуфинал |

| Место | Команда          | В | П | КЗ | КП | ВЭ | ПЭ | ОЭ | УЭ | ППД |
| ----- | ---------------- | - | - | -- | -- | -- | -- | -- | -- | --- |
| 1     | Канада           | 9 | 0 | 72 | 40 | 43 | 27 | 12 | 14 | 86% |
| 2     | Швеция           | 7 | 2 | 58 | 52 | 37 | 35 | 13 | 7  | 80% |
| 3     | Швейцария        | 5 | 4 | 63 | 60 | 37 | 38 | 13 | 7  | 78% |
| 4     | Великобритания   | 5 | 4 | 74 | 58 | 39 | 35 | 9  | 11 | 80% |
| 5     | Япония           | 4 | 5 | 59 | 67 | 39 | 41 | 4  | 10 | 76% |
| 6     | Дания            | 4 | 5 | 57 | 56 | 34 | 40 | 12 | 9  | 78% |
| 7     | Китай            | 4 | 5 | 58 | 62 | 36 | 38 | 10 | 4  | 81% |
| 8     | Республика Корея | 3 | 6 | 60 | 65 | 35 | 37 | 10 | 6  | 79% |
| 9     | Россия           | 3 | 6 | 48 | 56 | 33 | 35 | 19 | 6  | 82% |
| 10    | США              | 1 | 8 | 42 | 75 | 33 | 40 | 8  | 4  | 76% |

| Команда          | 1 | 2 | 3 | 4 | 5 | 6 | 7 | 8 | 9 | 10 | Всего |
| Республика Корея | 0 | 2 | 0 | 2 | 0 | 3 | 0 | 2 | 1 | 2  | 12    |
| Япония           | 2 | 0 | 1 | 0 | 2 | 0 | 2 | 0 | 0 | 0  | 7     |

| Команда | 1 | 2 | 3 | 4 | 5 | 6 | 7 | 8 | 9 | 10 | Всего |
| Дания   | 0 | 0 | 0 | 0 | 1 | 0 | 2 | 0 | X | X  | 3     |
| Япония  | 1 | 1 | 2 | 1 | 0 | 1 | 0 | 2 | X | X  | 8     |

| Команда | 1 | 2 | 3 | 4 | 5 | 6 | 7 | 8 | 9 | 10 | Всего |
| Япония  | 0 | 2 | 0 | 0 | 1 | 1 | 1 | 0 | 1 | 2  | 8     |
| Россия  | 0 | 0 | 1 | 1 | 0 | 0 | 0 | 2 | 0 | 0  | 4     |

| Команда | 1 | 2 | 3 | 4 | 5 | 6 | 7 | 8 | 9 | 10 | Всего |
| Япония  | 0 | 2 | 0 | 0 | 1 | 0 | 1 | 0 | 2 | 0  | 6     |
| США     | 1 | 0 | 1 | 2 | 0 | 1 | 0 | 2 | 0 | 1  | 8     |

| Команда        | 1 | 2 | 3 | 4 | 5 | 6 | 7 | 8 | 9 | 10 | Всего |
| Великобритания | 2 | 0 | 2 | 1 | 0 | 2 | 5 | X | X | X  | 12    |
| Япония         | 0 | 2 | 0 | 0 | 1 | 0 | 0 | X | X | X  | 3     |

| Команда | 1 | 2 | 3 | 4 | 5 | 6 | 7 | 8 | 9 | 10 | Всего |
| Канада  | 2 | 0 | 2 | 0 | 0 | 0 | 2 | 1 | 0 | 1  | 8     |
| Япония  | 0 | 2 | 0 | 2 | 1 | 0 | 0 | 0 | 1 | 0  | 6     |

| Команда   | 1 | 2 | 3 | 4 | 5 | 6 | 7 | 8 | 9 | 10 | 11 | Всего |
| Япония    | 0 | 0 | 2 | 1 | 2 | 0 | 2 | 0 | 0 | 0  | 2  | 9     |
| Швейцария | 1 | 1 | 0 | 0 | 0 | 3 | 0 | 0 | 1 | 1  | 0  | 7     |

| Команда | 1 | 2 | 3 | 4 | 5 | 6 | 7 | 8 | 9 | 10 | Всего |
| Япония  | 2 | 0 | 1 | 0 | 2 | 0 | 1 | 0 | 2 | X  | 8     |
| Китай   | 0 | 2 | 0 | 1 | 0 | 1 | 0 | 1 | 0 | X  | 5     |

| Команда | 1 | 2 | 3 | 4 | 5 | 6 | 7 | 8 | 9 | 10 | Всего |
| Швеция  | 0 | 2 | 0 | 2 | 1 | 0 | 1 | 2 | 2 | X  | 8     |
| Япония  | 0 | 0 | 2 | 0 | 0 | 1 | 1 | 0 | 0 | X  | 4     |

### Конькобежный спорт
Мужчины
Индивидуальные гонки
| Соревнование | Спортсмены        | 1 забег       | 1 забег       | 2 забег       | 2 забег       | Результат | Место |
| Соревнование | Спортсмены        | Результат     | Место         | Результат     | Место         | Результат | Место |
| ------------ | ----------------- | ------------- | ------------- | ------------- | ------------- | --------- | ----- |
| 500 метров   | Дзёдзи Като       | 34.966        | 5             | 34.77         | 4             | 69.740    | 5     |
| 500 метров   | Кэйитиро Нагасима | 34.790        | 3             | 35,25         | 16            | 70,040    | 6     |
| 500 метров   | Юя Оикава         | 35.240        | 17            | 35.22         | 14            | 70.460    | 15    |
| 500 метров   | Юдзи Камидзё      | 35,370        | 21            | 35.47         | 24            | 70,851    | 20    |
| 1000 метров  | Таро Кондо        | Не проводится | Не проводится | Не проводится | Не проводится | 1:11,44   | 35    |
| 1000 метров  | Даити Яманака     | Не проводится | Не проводится | Не проводится | Не проводится | 1:11,93   | 36    |
| 1500 метров  | Таро Кондо        | Не проводится | Не проводится | Не проводится | Не проводится | 1:49,31   | 31    |
| 5000 метров  | Шейн Уильямсон    | Не проводится | Не проводится | Не проводится | Не проводится | 6:42,88   | 26    |

Женщины
Индивидуальные гонки
| Соревнование | Спортсмены     | 1 забег       | 1 забег       | 2 забег       | 2 забег       | Результат | Место |
| Соревнование | Спортсмены     | Результат     | Место         | Результат     | Место         | Результат | Место |
| ------------ | -------------- | ------------- | ------------- | ------------- | ------------- | --------- | ----- |
| 500 метров   | Нао Кодайра    | 37,880        | 7             | 37,72         | 4             | 75,61     | 5     |
| 500 метров   | Маки Цудзи     | 38,400        | 10            | 38,44         | 11            | 76,84     | 9     |
| 500 метров   | Мияко Сумиёси  | 38,644        | 13            | 38,62         | 13            | 77,26     | 14    |
| 1000 метров  | Нао Кодайра    | Не проводится | Не проводится | Не проводится | Не проводится | 1:16,45   | 13    |
| 1000 метров  | Мияко Сумиёси  | Не проводится | Не проводится | Не проводится | Не проводится | 1:17,68   | 22    |
| 1000 метров  | Маки Цудзи     | Не проводится | Не проводится | Не проводится | Не проводится | 1:18,07   | 27    |
| 1500 метров  | Мисаки Осигири | Не проводится | Не проводится | Не проводится | Не проводится | 2:00,03   | 22    |
| 1500 метров  | Маки Табата    | Не проводится | Не проводится | Не проводится | Не проводится | 2:00,64   | 25    |
| 1500 метров  | Аяка Кикути    | Не проводится | Не проводится | Не проводится | Не проводится | 2:01,29   | 31    |
| 1500 метров  | Нана Такаги    | Не проводится | Не проводится | Не проводится | Не проводится | 2:02,16   | 32    |
| 3000 метров  | Сихо Исидзава  | Не проводится | Не проводится | Не проводится | Не проводится | 4:09,39   | 9     |
| 3000 метров  | Сёко Фудзимура | Не проводится | Не проводится | Не проводится | Не проводится | 4:12,71   | 15    |
| 3000 метров  | Масако Ходзуми | Не проводится | Не проводится | Не проводится | Не проводится | 4:15,52   | 21    |
| 5000 метров  | Сёко Фудзимура | Не проводится | Не проводится | Не проводится | Не проводится | 7:09,65   | 10    |
| 5000 метров  | Сихо Исидзава  | Не проводится | Не проводится | Не проводится | Не проводится | 7:11,54   | 12    |
| 5000 метров  | Масако Ходзуми | Не проводится | Не проводится | Не проводится | Не проводится | 7:12,42   | 13    |

Командная гонка
| Соревнование    | Спортсмены                                         | Четвертьфинал                | Полуфинал              | Финал    | Финал              | Итоговое Место |
| Соревнование    | Спортсмены                                         | Соперник Результат           | Соперник Результат     | Название | Соперник Результат | Итоговое Место |
| --------------- | -------------------------------------------------- | ---------------------------- | ---------------------- | -------- | ------------------ | -------------- |
| Командная гонка | Аяка Кикути Мисаки Осигири Маки Табата Нана Такаги | Республика Корея · В 3:03,99 | Нидерланды · П 3:10,19 | B        | Россия · П 3:02,57 | 4              |

### Лыжное двоеборье
| Соревнование        | Спортсмены                                           | Прыжки с трамплина | Прыжки с трамплина | Лыжная гонка | Лыжная гонка | Лыжная гонка | Итоговое время | Место |
| Соревнование        | Спортсмены                                           | Результат          | Место              | Гандикап     | Результат    | Место        | Итоговое время | Место |
| ------------------- | ---------------------------------------------------- | ------------------ | ------------------ | ------------ | ------------ | ------------ | -------------- | ----- |
| Нормальный трамплин | Акито Ватабэ                                         | 130,0              | 2                  | +0:06        | 23:48,4      | 10           | 23:54,4        | 2     |
| Нормальный трамплин | Ёсито Ватабэ                                         | 122,4              | 10                 | +0:36        | 24:22,3      | 25           | 24:56,3        | 15    |
| Нормальный трамплин | Хидэаки Нагаи                                        | 119,6              | 14                 | +0:48        | 24:42,1      | 30           | 25:30,1        | 22    |
| Нормальный трамплин | Тайхэй Като                                          | 124,1              | 4                  | +0:30        | 25:45,0      | 39           | 26:15,0        | 30    |
| Большой трамплин    | Акито Ватабэ                                         | 120,8              | 4                  | +0:33        | 23:06,0      | 19           | 23:39,0        | 6     |
| Большой трамплин    | Хидэаки Нагаи                                        | 99,3               | 27                 | +1:59        | 23:11,7      | 23           | 25:10,7        | 26    |
| Большой трамплин    | Ёсито Ватабэ                                         | 95,4               | 36                 | +2:14        | 24:00,4      | 33           | 26:14,4        | 35    |
| Большой трамплин    | Тайхэй Като                                          | 87,6               | 45                 | +2:46        | DNS          | DNS          | DNS            | DNS   |
| Эстафета            | Акито Ватабэ Юсукэ Минато Хидэаки Нагаи Ёсито Ватабэ | 433,3              | 6                  | +1:14        | 47:25,6      | 4            | 48:30,6        | 5     |

### Лыжные гонки
Мужчины
Дистанционные гонки
| Соревнование     | Спортсмены                                              | Результат | Место |
| ---------------- | ------------------------------------------------------- | --------- | ----- |
| Эстафета 4×10 км | Хироюки Миядзава Кейсин Ёсида Нобу Нарусэ Акира Лентинг | LAP       | 16    |

Спринт
| Соревнование    | Спортсмены                 | Квалификация  | Квалификация  | Четвертьфинал        | Четвертьфинал        | Четвертьфинал        | Полуфинал            | Полуфинал            | Полуфинал            | Финал                 | Финал                 | Итоговое место |
| Соревнование    | Спортсмены                 | Результат     | Место         | Заезд                | Результат            | Место                | Заезд                | Результат            | Место                | Результат             | Место                 | Итоговое место |
| --------------- | -------------------------- | ------------- | ------------- | -------------------- | -------------------- | -------------------- | -------------------- | -------------------- | -------------------- | --------------------- | --------------------- | -------------- |
| Спринт          | Юити Онда                  | 3:40,98       | 45            | Завершил выступление | Завершил выступление | Завершил выступление | Завершил выступление | Завершил выступление | Завершил выступление | Завершил выступление  | Завершил выступление  | 45             |
| Командный принт | Хироюки Миядзава Юити Онда | Не проводится | Не проводится | Не проводится        | Не проводится        | Не проводится        | 2                    | 23:49,91             | 7                    | Завершили выступление | Завершили выступление | 11             |

Женщины
Дистанционные гонки
| Соревнование              | Спортсмены   | Результат | Место |
| ------------------------- | ------------ | --------- | ----- |
| 10 км классическим стилем | Масако Исида | 29:55,7   | 15    |
| Скиатлон 7,5+7,5 км       | Масако Исида | 40:08,3   | 10    |
| Масс-старт 30 км          | Масако Исида | 1:14:09,0 | 23    |

### Прыжки на лыжах с трамплина
Мужчины
| Соревнование                  | Спортсмены                                          | Квалификация  | Квалификация  | Финал     | Финал    | Финал     | Финал    | Финал  | Финал | Итоговое место |
| Соревнование                  | Спортсмены                                          | Результат     | Место         | 1 прыжок  | 1 прыжок | 2 прыжок  | 2 прыжок | Всего  | Место | Итоговое место |
| Соревнование                  | Спортсмены                                          | Результат     | Место         | Результат | Место    | Результат | Место    | Всего  | Место | Итоговое место |
| ----------------------------- | --------------------------------------------------- | ------------- | ------------- | --------- | -------- | --------- | -------- | ------ | ----- | -------------- |
| Нормальный трамплин           | Нориаки Касай                                       | Не участвовал | Не участвовал | 131,2     | 8        | 124,0     | 15       | 255,2  | 8     | 8              |
| Нормальный трамплин           | Рэрухи Симидзу                                      | 126,2         | 3             | 122,2     | 25       | 124,2     | 13       | 246,4  | 18    | 18             |
| Нормальный трамплин           | Юта Ватасэ                                          | 113,5         | 20            | 123,0     | 22       | 120,0     | 20       | 243,0  | 21    | 21             |
| Нормальный трамплин           | Таку Такэути                                        | 119,1         | 7             | 123,1     | 21       | 116,3     | 24       | 239,4  | 24    | 24             |
| Большой трамплин              | Нориаки Касай                                       | Не участвовал | Не участвовал | 140,6     | 2        | 136,8     | 3        | 277,4  | 2     | 2              |
| Большой трамплин              | Дайки Ито                                           | 122,0         | 2             | 128,1     | 8        | 124,4     | 14       | 252,5  | 9     | 9              |
| Большой трамплин              | Рэрухи Симидзу                                      | 120,4         | 3             | 122,2     | 15       | 130,0     | 8        | 252,2  | 10    | 10             |
| Большой трамплин              | Таку Такэути                                        | 116,0         | 6             | 126,7     | 10       | 122,6     | 18       | 249,3  | 13    | 13             |
| Большой трамплин среди команд | Дайки Ито Нориаки Касай Рэрухи Симидзу Таку Такэути | Не проводится | Не проводится | 507,5     | 3        | 517,4     | 4        | 1024,9 | 3     | 3              |

Женщины
| Соревнование        | Спортсмены    | 1 прыжок  | 1 прыжок | 2 прыжок  | 2 прыжок | Всего | Место |
| Соревнование        | Спортсмены    | Результат | Место    | Результат | Место    | Всего | Место |
| ------------------- | ------------- | --------- | -------- | --------- | -------- | ----- | ----- |
| Нормальный трамплин | Сара Таканаси | 124,1     | 3        | 118.9     | 9        | 243.0 | 4     |
| Нормальный трамплин | Юки Ито       | 117,4     | 10       | 124,4     | 2        | 241,8 | 7     |
| Нормальный трамплин | Юрина Ямада   | 73,3      | 30       | 42,4      | 30       | 115,7 | 30    |

### Санный спорт
Мужчины
| Соревнование | Спортсмены       | 1 заезд   | 1 заезд | 2 заезд   | 2 заезд | 3 заезд   | 3 заезд | 4 заезд   | 4 заезд | Итоговый результат | Итоговое место |
| Соревнование | Спортсмены       | Результат | Место   | Результат | Место   | Результат | Место   | Результат | Место   | Итоговый результат | Итоговое место |
| ------------ | ---------------- | --------- | ------- | --------- | ------- | --------- | ------- | --------- | ------- | ------------------ | -------------- |
| Одиночки     | Хидэнари Канаяма | 53,626    | 32      | 53,663    | 33      | 53,220    | 31      | 53,074    | 31      | 3:33,583           | 30             |

### Скелетон
Мужчины
| Соревнование | Спортсмены       | 1 заезд   | 1 заезд | 2 заезд   | 2 заезд | 3 заезд   | 3 заезд | 4 заезд              | 4 заезд              | Итоговый результат | Итоговое место |
| Соревнование | Спортсмены       | Результат | Место   | Результат | Место   | Результат | Место   | Результат            | Место                | Итоговый результат | Итоговое место |
| ------------ | ---------------- | --------- | ------- | --------- | ------- | --------- | ------- | -------------------- | -------------------- | ------------------ | -------------- |
| Мужчины      | Хироацу Такахаси | 57,53     | 14      | 57,10     | 13      | 57,13     | 11      | 56,98                | 12                   | 3:48,74            | 12             |
| Мужчины      | Юки Сасахара     | 58,22     | 24      | 58,07     | 21      | 57,91     | 21      | Завершил выступление | Завершил выступление | 2:54,20            | 22             |

Женщины
| Соревнование | Спортсмены     | 1 заезд   | 1 заезд | 2 заезд   | 2 заезд | 3 заезд   | 3 заезд | 4 заезд   | 4 заезд | Итоговый результат | Итоговое место |
| Соревнование | Спортсмены     | Результат | Место   | Результат | Место   | Результат | Место   | Результат | Место   | Итоговый результат | Итоговое место |
| ------------ | -------------- | --------- | ------- | --------- | ------- | --------- | ------- | --------- | ------- | ------------------ | -------------- |
| Женщины      | Нодзоми Комуро | 59,94     | 18      | 59,82     | 19      | 59,24     | 19      | 58,76     | 18      | 3:57,76            | 19             |

### Сноуборд
Слоупстайл
| Соревнование | Спортсмены | Квалификация | Квалификация | Квалификация | Квалификация | Полуфинал | Полуфинал | Полуфинал | Финал   | Финал   | Финал | Итоговое место |
| Соревнование | Спортсмены | Заезд        | 1 спуск      | 2 спуск      | Место        | 1 спуск   | 2 спуск   | Место     | 1 спуск | 2 спуск | Место | Итоговое место |
| ------------ | ---------- | ------------ | ------------ | ------------ | ------------ | --------- | --------- | --------- | ------- | ------- | ----- | -------------- |
| Мужчины      | Юки Кадоно | 1            | 31,00        | 16,50        | 13           | 80,50     | 84,75     | 4         | 53,00   | 75,75   | 8     | 8              |

Хафпайп
| Соревнование | Спортсмены     | Квалификация | Квалификация | Квалификация | Квалификация | Полуфинал            | Полуфинал            | Полуфинал            | Финал                | Финал                | Финал                | Итоговое место |
| Соревнование | Спортсмены     | Заезд        | 1 спуск      | 2 спуск      | Место        | 1 спуск              | 2 спуск              | Место                | 1 спуск              | 2 спуск              | Место                | Итоговое место |
| ------------ | -------------- | ------------ | ------------ | ------------ | ------------ | -------------------- | -------------------- | -------------------- | -------------------- | -------------------- | -------------------- | -------------- |
| Мужчины      | Аюми Хирано    | 1            | 92,25        | 64,75        | 1            | Не участвовал        | Не участвовал        | Не участвовал        | 90,75                | 93,50                | 2                    | 2              |
| Мужчины      | Таку Хираока   | 2            | 92,25        | 63,50        | 2            | Не участвовал        | Не участвовал        | Не участвовал        | 45,50                | 92,25                | 3                    | 3              |
| Мужчины      | Аюму Нэдэфудзи | 2            | 54,50        | 28,75        | 17           | Завершил выступление | Завершил выступление | Завершил выступление | Завершил выступление | Завершил выступление | Завершил выступление | 32             |
| Мужчины      | Рё Аоно        | 1            | 37,50        | 13,00        | 19           | Завершил выступление | Завершил выступление | Завершил выступление | Завершил выступление | Завершил выступление | Завершил выступление | 37             |
| Женщины      | Рана Окада     | 2            | 66,00        | 69,75        | 7            | 58,50                | 70,00                | 6                    | 47,75                | 85,50                | 5                    | 5              |

Бордеркросс
| Соревнование | Спортсмены    | Квалификация | Квалификация | 1/8 финала    | 1/8 финала    | Четвертьфинал | Четвертьфинал | Полуфинал             | Полуфинал             | Финал                 | Финал                 | Итоговое место |
| Соревнование | Спортсмены    | Результат    | Место        | Заезд         | Место         | Заезд         | Место         | Заезд                 | Место                 | Название              | Место                 | Итоговое место |
| ------------ | ------------- | ------------ | ------------ | ------------- | ------------- | ------------- | ------------- | --------------------- | --------------------- | --------------------- | --------------------- | -------------- |
| Женщины      | Юка Фудзимори | 1:23,22      | 6            | Не проводится | Не проводится | 3             | 6             | Завершила выступление | Завершила выступление | Завершила выступление | Завершила выступление | 22             |

Параллельный гигантский слалом
| Соревнование | Спортсмены     | Квалификация | Квалификация | Квалификация | Квалификация | 1/8 финала               | Четвертьфинал        | Полуфинал          | Финал                | Место |
| Соревнование | Спортсмены     | 1 спуск      | 2 спуск      | Всего        | Место        | Соперник Результат       | Соперник Результат   | Соперник Результат | Соперник Результат   | Место |
| ------------ | -------------- | ------------ | ------------ | ------------ | ------------ | ------------------------ | -------------------- | ------------------ | -------------------- | ----- |
| Женщины      | Томока Такэути | 52,00        | 54,33        | 1:46,33      | 1            | ITAК. Баккаччини В −1,93 | CANК. Кальве В −4,00 | AUTИ. Мешик В DSQ  | SUIП. Куммер П +7,32 | 2     |

Параллельный слалом
| Соревнование | Спортсмены     | Квалификация | Квалификация | Квалификация | Квалификация | 1/8 финала         | Четвертьфинал         | Полуфинал             | Финал                 | Место |
| Соревнование | Спортсмены     | 1 спуск      | 2 спуск      | Всего        | Место        | Соперник Результат | Соперник Результат    | Соперник Результат    | Соперник Результат    | Место |
| ------------ | -------------- | ------------ | ------------ | ------------ | ------------ | ------------------ | --------------------- | --------------------- | --------------------- | ----- |
| Женщины      | Томока Такэути | 32,63        | 32,78        | 1:05,41      | 13           | SUIЖ. Цогг П DSQ   | Завершила выступление | Завершила выступление | Завершила выступление | 14    |

### Фигурное катание
| Соревнование              | Спортсмены                     | Короткая программа | Короткая программа | Произвольная программа | Произвольная программа | Всего     | Всего |
| Соревнование              | Спортсмены                     | Результат          | Место              | Результат              | Место                  | Результат | Место |
| ------------------------- | ------------------------------ | ------------------ | ------------------ | ---------------------- | ---------------------- | --------- | ----- |
| Мужское одиночное катание | Юдзуру Ханю                    | 101,45             | 1                  | 178,64                 | 1                      | 280,09    | 1     |
| Мужское одиночное катание | Тацуки Матида                  | 83,48              | 11                 | 169,94                 | 4                      | 253,42    | 5     |
| Мужское одиночное катание | Дайсукэ Такахаси               | 86,40              | 4                  | 164,27                 | 6                      | 250,67    | 6     |
| Женское одиночное катание | Мао Асада                      | 55,51              | 16                 | 142,71                 | 3                      | 198,22    | 6     |
| Женское одиночное катание | Акико Судзуки                  | 60,97              | 8                  | 125,35                 | 8                      | 186,32    | 8     |
| Женское одиночное катание | Канако Мураками                | 55,60              | 15                 | 115,38                 | 12                     | 170,98    | 12    |
| Парное катание            | Наруми Такахаси / Рюити Кихара | 48,45              | 18                 | Завершили выступление  | Завершили выступление  | 48,45     | 18    |
| Танцы на льду             | Кэти Рид / Крис Рид            | 52,29              | 21                 | Завершили выступление  | Завершили выступление  | 52,29     | 21    |

Командные соревнования
| Соревнование           | Спортсмены | Короткая программа       | Короткая программа      | Короткая программа     | Короткая программа     | Произвольная программа   | Произвольная программа   | Произвольная программа  | Произвольная программа  | Всего     | Всего |
| Соревнование           | Спортсмены | Мужчины                  | Женщины                 | Пары                   | Танцы                  | Мужчины                  | Женщины                  | Пары                    | Танцы                   | Результат | Место |
| ---------------------- | --- | ------------------------ | ----------------------- | ---------------------- | ---------------------- | ------------------------ | ------------------------ | ----------------------- | ----------------------- | --------- | ----- |
| Командные соревнования | Юдзуру Ханю (КП) Тацуки Матида (ПП) Мао Асада (КП) Акико Судзуки (ПП) Наруми Такахаси / Рюити Кихара Кэти Рид / Крис Рид | 97,98 1-е место 10 очков | 64,07 3-е место 8 очков | 46,56 8-е место 3 очка | 52,00 8-е место 3 очка | 165,85 3-е место 8 очков | 112,33 4-е место 7 очков | 86,33 5-е место 6 очков | 76,34 5-е место 6 очков | 51 очко   | 5     |

### Фристайл
Могул
| Соревнование | Спортсмены    | Квалификация 1 | Квалификация 1 | Квалификация 1 | Квалификация 2 | Квалификация 2 | Квалификация 2 | Финал 1               | Финал 1               | Финал 1               | Финал 2               | Финал 2               | Финал 2               | Финал 3               | Финал 3               | Финал 3               | Итоговое место |
| Соревнование | Спортсмены    | Время          | Очки           | Место          | Время          | Очки           | Место          | Время                 | Очки                  | Место                 | Время                 | Очки                  | Место                 | Время                 | Очки                  | Место                 | Итоговое место |
| ------------ | ------------- | -------------- | -------------- | -------------- | -------------- | -------------- | -------------- | --------------------- | --------------------- | --------------------- | --------------------- | --------------------- | --------------------- | --------------------- | --------------------- | --------------------- | -------------- |
| Мужчины      | Нобуюки Ниси  | 24,98          | 20,67          | 13             | 25,96          | 20,41          | 8              | 24,73                 | 21,73                 | 14                    | Завершил выступление  | Завершил выступление  | Завершил выступление  | Завершил выступление  | Завершил выступление  | Завершил выступление  | 14             |
| Мужчины      | Сё Эндо       | 25,19          | 23,38          | 4              | Не участвовал  | Не участвовал  | Не участвовал  | 25,53                 | 21,73                 | 15                    | Завершил выступление  | Завершил выступление  | Завершил выступление  | Завершил выступление  | Завершил выступление  | Завершил выступление  | 15             |
| Женщины      | Айко Уэмура   | 30,74          | 21,01          | 7              | Не участвовала | Не участвовала | Не участвовала | 30.68                 | 20.43                 | 9                     | 31.19                 | 21.15                 | 6                     | 30.46                 | 20,66                 | 4                     | 4              |
| Женщины      | Ариса Мурата  | 31,33          | 16,69          | 22             | 32,65          | 19,38          | 5              | DNS                   | DNS                   | DNS                   | Завершила выступление | Завершила выступление | Завершила выступление | Завершила выступление | Завершила выступление | Завершила выступление | 20             |
| Женщины      | Дзюнко Хосино | 30,95          | 19,72          | 15             | 32,37          | 9,62           | 15             | Завершила выступление | Завершила выступление | Завершила выступление | Завершила выступление | Завершила выступление | Завершила выступление | Завершила выступление | Завершила выступление | Завершила выступление | 25             |
| Женщины      | Мики Ито      | DNS            | DNS            | DNS            | DNS            | DNS            | DNS            | Завершила выступление | Завершила выступление | Завершила выступление | Завершила выступление | Завершила выступление | Завершила выступление | Завершила выступление | Завершила выступление | Завершила выступление | —              |

Ски-хафпайп
| Соревнование | Спортсмены      | Квалификация | Квалификация | Квалификация | Финал                 | Финал                 | Финал                 | Итоговое место |
| Соревнование | Спортсмены      | 1 заезд      | 2 заезд      | Место        | 1 заезд               | 2 заезд               | Место                 | Итоговое место |
| ------------ | --------------- | ------------ | ------------ | ------------ | --------------------- | --------------------- | --------------------- | -------------- |
| Мужчины      | Кэнтаро Цуда    | 53,00        | 23,40        | 22           | Завершил выступление  | Завершил выступление  | Завершил выступление  | 22             |
| Женщины      | Аяна Онодзука   | 83,80        | 59,80        | 4            | 79,00                 | 83,20                 | 3                     | 3              |
| Женщины      | Манами Мицубоси | 15,60        | 9,20         | 23           | Завершила выступление | Завершила выступление | Завершила выступление | 23             |

Слоупстайл
| Соревнование | Спортсмены | Квалификация | Квалификация | Квалификация | Финал                 | Финал                 | Финал                 | Итоговое место |
| Соревнование | Спортсмены | 1 заезд      | 2 заезд      | Место        | 1 заезд               | 2 заезд               | Место                 | Итоговое место |
| ------------ | ---------- | ------------ | ------------ | ------------ | --------------------- | --------------------- | --------------------- | -------------- |
| Женщины      | Тихо Такао | 10,00        | 8,60         | 22           | Завершила выступление | Завершила выступление | Завершила выступление | 22             |

### Хоккей

#### Женщины
Состав
| Номер | Имя             | Позиция    | Хват   | Рост, см | Вес, кг | Дата рождения | Клуб                      |
| ----- | --------------- | ---------- | ------ | -------- | ------- | ------------- | ------------------------- |
| 1     | Адзуса Накаоку  | вратарь    | левый  | 157      | 53      | 17.05.1985    | Тойота Сайнус             |
| 2     | Сиори Койкэ     | защитник   | левый  | 158      | 51      | 21.03.1993    | Мицубоси Дайто Перегринье |
| 3     | Ёко Кондо       | защитник   | правый | 165      | 60      | 13.02.1979    | Сэйбу Принцесс Рэббитс    |
| 4     | Аяка Токо       | защитник   | правый | 161      | 59      | 22.08.1994    | Дайсин                    |
| 5     | Канаэ Аоки      | защитник   | правый | 165      | 60      | 20.02.1985    | Мицубоси Дайто Перегринье |
| 6     | Сэна Судзуки    | защитник   | левый  | 166      | 57      | 04.08.1991    | Сэйбу Принцесс Рэббитс    |
| 7     | Мика Хори       | защитник   | правый | 163      | 54      | 17.02.1992    | Тойота Сайнус             |
| 8     | Томоэ Яманэ     | нападающий | правый | 168      | 70      | 24.03.1986    | Дайсин                    |
| 9     | Айна Такэути    | защитник   | левый  | 166      | 63      | 16.08.1991    | Дайсин                    |
| 10    | Харуна Ёнэяма   | нападающий | левый  | 160      | 55      | 07.11.1991    | Мицубоси Дайто Перегринье |
| 11    | Юриэ Адати      | нападающий | левый  | 156      | 51      | 26.04.1985    | Сэйбу Принцесс Рэббитс    |
| 12    | Тихо Осава (К)  | нападающий | правый | 162      | 63      | 10.02.1992    | Мицубоси Дайто Перегринье |
| 13    | Моэко Фудзимото | нападающий | левый  | 155      | 53      | 05.08.1992    | Мицубоси Дайто Перегринье |
| 15    | Руи Укита       | нападающий | левый  | 168      | 71      | 06.06.1996    | Дайсин                    |
| 17    | Юка Хирано (А)  | нападающий | правый | 157      | 52      | 26.01.1987    | Мицубоси Дайто Перегринье |
| 18    | Томоко Сакагами | нападающий | правый | 163      | 58      | 18.10.1983    | Мицубоси Дайто Перегринье |
| 19    | Михо Сисиути    | нападающий | правый | 164      | 62      | 21.08.1992    | Кисиро Беарс              |
| 21    | Ханаэ Кубо (А)  | защитник   | левый  | 168      | 63      | 10.12.1982    | Сэйбу Принцесс Рэббитс    |
| 23    | Ами Накамура    | нападающий | левый  | 162      | 62      | 15.11.1987    | Сэйбу Принцесс Рэббитс    |
| 29    | Аканэ Кониси    | вратарь    | левый  | 164      | 62      | 14.08.1995    | Кисиро Беарс              |
| 30    | Нана Фудзимото  | вратарь    | левый  | 163      | 54      | 03.03.1989    | Вортекс Саппоро           |

По данным: IIHF.com и Eurohockey.com
Предварительный раунд
|  | Команды, выходящие в четвертьфинал         |
|  | Команды, участвующие в матчах за 5-8 места |

Группа B
| М | Сборная  | И | В | ВО | ПО | П | ШЗ | ШП | РШ | О |
| - | -------- | - | - | -- | -- | - | -- | -- | -- | - |
| 1 | Россия   | 3 | 3 | 0  | 0  | 0 | 9  | 3  | +6 | 9 |
| 2 | Швеция   | 3 | 2 | 0  | 0  | 1 | 6  | 3  | +3 | 6 |
| 3 | Германия | 3 | 1 | 0  | 0  | 2 | 5  | 8  | −3 | 3 |
| 4 | Япония   | 3 | 0 | 0  | 0  | 3 | 1  | 7  | −6 | 0 |

Время местное (UTC+4).
| 2014-02-9 12:00 | Швеция | 1 : 0 (1:0, 0:0, 0:0) | Япония | Ледовая арена «Шайба», Сочи Зрителей: 2928 |

| Отчёт                                           | Отчёт                            | Отчёт   | Отчёт                        | Отчёт             |
| ----------------------------------------------- | -------------------------------- | ------- | ---------------------------- | ----------------- |
|                                                 |                                  |         |                              |                   |
|                                                 | Валентина Валльнер — 00:00-60:00 | Вратари | 00:00-59:13 — Нана Фудзимото | Судья: Эрин Блэйр |
|                                                 | Голы:                            |         |                              | Судья: Эрин Блэйр |
| Йенни Ассерхольт — 12:38 (Э. Элиассон, Э. Грам) | 1:0                              |         |                              | Судья: Эрин Блэйр |
|                                                 |                                  |         |                              | Судья: Эрин Блэйр |
|                                                 |                                  |         |                              | Судья: Эрин Блэйр |
|                                                 |                                  |         |                              | Судья: Эрин Блэйр |
| 8 мин                                           | Штраф                            | 4 мин   |                              | Судья: Эрин Блэйр |
|                                                 |                                  |         |                              |                   |
|                                                 | 23                               | Броски  | 19                           |                   |

| 2014-02-11 19:00 | Россия | 2 : 1 (1:0, 0:0, 1:1) | Япония | Ледовая арена «Шайба», Сочи Зрителей: 4897 |

| Отчёт                                                   | Отчёт                      | Отчёт                       | Отчёт                        | Отчёт                 |
| ------------------------------------------------------- | -------------------------- | --------------------------- | ---------------------------- | --------------------- |
|                                                         |                            |                             |                              |                       |
|                                                         | Анна Пругова — 00:00-60:00 | Вратари                     | 00:00-59:24 — Нана Фудзимото | Судья: Николь Хертрич |
|                                                         | Голы:                      |                             |                              | Судья: Николь Хертрич |
| Татьяна Бурина — 11:39 Александра Вафина (мен.) — 51:36 | 1:1 1:1 2:1                | 40:33 — Аяка Токо (Х. Кубо) |                              | Судья: Николь Хертрич |
|                                                         |                            |                             |                              | Судья: Николь Хертрич |
|                                                         |                            |                             |                              | Судья: Николь Хертрич |
|                                                         |                            |                             |                              | Судья: Николь Хертрич |
| 6 мин                                                   | Штраф                      | 6 мин                       |                              | Судья: Николь Хертрич |
|                                                         |                            |                             |                              |                       |
|                                                         | 38                         | Броски                      | 22                           |                       |

| 2014-02-13 12:00 | Япония | 0 : 4 (0:1, 0:1, 0:2) | Германия | Ледовая арена «Шайба», Сочи Зрителей: 2618 |

| Отчёт | Отчёт                                    | Отчёт | Отчёт                      | Отчёт                 |
| ----- | ---------------------------------------- | --- | -------------------------- | --------------------- |
|       |                                          | |                            |                       |
|       | Нана Фудзимото — 00:00-58:40 59:28-60:00 | Вратари | 00:00-60:00 — Виона Харрер | Судья: Мелани Бордело |
|       | Голы:                                    | |                            | Судья: Мелани Бордело |
|       | 0:1 0:2 0:3 0:4                          | 13:23 — Мануэла Анвандер (бол.) (С. Крацер, М. Бекер) 20:48 — Франциска Буш (А. Ланцль) 58:31 — Керстин Шпильбергер (Т. Айзеншмид, Н. Каменик) 59:28 — Франциска Буш (п.в.) (Сюзанн Гёц) |                            | Судья: Мелани Бордело |
|       |                                          | |                            | Судья: Мелани Бордело |
|       |                                          | |                            | Судья: Мелани Бордело |
|       |                                          | |                            | Судья: Мелани Бордело |
| 8 мин | Штраф                                    | 10 мин |                            | Судья: Мелани Бордело |
|       |                                          | |                            |                       |
|       | 30                                       | Броски | 25                         |                       |

Матч за 5-8 места
Время местное (UTC+4).
| 2014-02-16 21:00 | Россия | 6 : 3 (1:0, 3:2, 2:1) | Япония | Ледовая арена «Шайба», Сочи Зрителей: 4793 |

| Отчёт | Отчёт                                                 | Отчёт                                                                                                 | Отчёт                        | Отчёт              |
| --- | ----------------------------------------------------- | --- | ---------------------------- | ------------------ |
| |                                                       | |                              |                    |
| | Анна Пругова — 00:00-26:50 Юлия Лескина — 26:50-60:00 | Вратари                                                                                               | 00:00-58:03 — Нана Фудзимото | Судья: Анна Эскола |
| | Голы:                                                 | |                              | Судья: Анна Эскола |
| Анна Щукина — 16:12 (А. Шохина) Анна Шохина — 26:44 (Е. Смоленцева) Галина Скиба — 27:33 (И. Гаврилова, Т. Бурина) Ольга Сосина (бол.) — 31:32 (Е. Смоленцева, А. Шохина) Галина Скиба (бол.) — 49:39 (Т. Бурина, И. Гаврилова) Татьяна Бурина (бол.) — 55:42 (А. Шибанова, А. Хомич) | 1:0 1:1 2:1 2:2 3:2 4:2 4:3 5:3 6:3                   | 26:14 — Томоэ Яманэ (Р. Укита) 26:50 — Аяка Токо (Х. Кубо) 42:23 — Тихо Осава (А. Такэути, Ю. Хирано) |                              | Судья: Анна Эскола |
| |                                                       | |                              | Судья: Анна Эскола |
| |                                                       | |                              | Судья: Анна Эскола |
| |                                                       | |                              | Судья: Анна Эскола |
| 6 мин | Штраф                                                 | 10 мин                                                                                                |                              | Судья: Анна Эскола |
| |                                                       | |                              |                    |
| | 32                                                    | Броски                                                                                                | 27                           |                    |

Матч за 7-е место
Время местное (UTC+4).
| 2014-02-18 12:00 | Германия | 3 : 2 (1:1, 2:0, 0:1) | Япония | Ледовая арена «Шайба», Сочи Зрителей: 2012 |

| Отчёт | Отчёт                      | Отчёт                                                                      | Отчёт                                                   | Отчёт                 |
| --- | -------------------------- | -------------------------------------------------------------------------- | ------------------------------------------------------- | --------------------- |
| |                            |                                                                            |                                                         |                       |
| | Виона Харрер — 00:00-60:00 | Вратари                                                                    | 00:00-35:49 — Нана Фудзимото 35:49-59:23 — Аканэ Кониси | Судья: Мелани Бордело |
| | Голы:                      |                                                                            |                                                         | Судья: Мелани Бордело |
| Сюзанн Гёц (бол.) — 09:18 (Ф. Буш, Ж. Янцен) Юлия Цорн — 24:30 (Ф. Буш, С. Гёц) Сара Зайлер — 35:49 (Л.К. Шустер, С. Крацер) | 1:0 1:1 2:1 3:1 3:2        | 13:40 — Ханаэ Кубо (Т. Осава) 42:56 — Харуна Ёнэяма (Т. Осава, С. Судзуки) |                                                         | Судья: Мелани Бордело |
| |                            |                                                                            |                                                         | Судья: Мелани Бордело |
| |                            |                                                                            |                                                         | Судья: Мелани Бордело |
| |                            |                                                                            |                                                         | Судья: Мелани Бордело |
| 8 мин | Штраф                      | 12 мин                                                                     |                                                         | Судья: Мелани Бордело |
| |                            |                                                                            |                                                         |                       |
| | 23                         | Броски                                                                     | 29                                                      |                       |

### Шорт-трек
Мужчины
| Соревнование | Спортсмены       | Отборочный раунд | Отборочный раунд | Отборочный раунд | Четвертьфинал        | Четвертьфинал        | Четвертьфинал        | Полуфинал            | Полуфинал            | Полуфинал            | Финал                | Финал                | Финал                | Итоговое место |
| Соревнование | Спортсмены       | Забег            | Результат        | Место            | Забег                | Результат            | Место                | Забег                | Результат            | Место                | Название             | Результат            | Место                | Итоговое место |
| ------------ | ---------------- | ---------------- | ---------------- | ---------------- | -------------------- | -------------------- | -------------------- | -------------------- | -------------------- | -------------------- | -------------------- | -------------------- | -------------------- | -------------- |
| 500 метров   | Сатоси Сакасита  | 1                | 41,629           | 2                | 2                    | 59,249               | 3                    | 1                    | 41,661               | 5                    | Завершил выступление | Завершил выступление | Завершил выступление | 9              |
| 1000 метров  | Юдзо Такамидо    | 7                | 1:25,905         | 3                | Завершил выступление | Завершил выступление | Завершил выступление | Завершил выступление | Завершил выступление | Завершил выступление | Завершил выступление | Завершил выступление | Завершил выступление | 20             |
| 1000 метров  | Рёсукэ Сакадзумэ | 6                | 1:26,468         | 3                | Завершил выступление | Завершил выступление | Завершил выступление | Завершил выступление | Завершил выступление | Завершил выступление | Завершил выступление | Завершил выступление | Завершил выступление | 22             |
| 1500 метров  | Рёсукэ Сакадзумэ | 3                | 2:17,985         | 4                | Не проводится        | Не проводится        | Не проводится        | Завершил выступление | Завершил выступление | Завершил выступление | Завершил выступление | Завершил выступление | Завершил выступление | 24             |
| 1500 метров  | Сатоси Сакасита  | 6                | 2:18,298         | 6                | Не проводится        | Не проводится        | Не проводится        | Завершил выступление | Завершил выступление | Завершил выступление | Завершил выступление | Завершил выступление | Завершил выступление | 32             |
| 1500 метров  | Юдзо Такамидо    | 1                | PEN              | PEN              | Не проводится        | Не проводится        | Не проводится        | Завершил выступление | Завершил выступление | Завершил выступление | Завершил выступление | Завершил выступление | Завершил выступление | —              |

Женщины
| Соревнование | Спортсмены                                   | Отборочный раунд | Отборочный раунд | Отборочный раунд | Четвертьфинал         | Четвертьфинал         | Четвертьфинал         | Полуфинал             | Полуфинал             | Полуфинал             | Финал                 | Финал                 | Финал                 | Итоговое место |
| Соревнование | Спортсмены                                   | Забег            | Результат        | Место            | Забег                 | Результат             | Место                 | Забег                 | Результат             | Место                 | Название              | Результат             | Место                 | Итоговое место |
| ------------ | -------------------------------------------- | ---------------- | ---------------- | ---------------- | --------------------- | --------------------- | --------------------- | --------------------- | --------------------- | --------------------- | --------------------- | --------------------- | --------------------- | -------------- |
| 500 метров   | Аюко Ито                                     | 5                | 44,174           | 3                | Завершила выступление | Завершила выступление | Завершила выступление | Завершила выступление | Завершила выступление | Завершила выступление | Завершила выступление | Завершила выступление | Завершила выступление | 19             |
| 500 метров   | Юи Сакаи                                     | 2                | 45,051           | 3                | Завершила выступление | Завершила выступление | Завершила выступление | Завершила выступление | Завершила выступление | Завершила выступление | Завершила выступление | Завершила выступление | Завершила выступление | 22             |
| 500 метров   | Биба Сакурай                                 | 3                | 44,628           | 4                | Завершила выступление | Завершила выступление | Завершила выступление | Завершила выступление | Завершила выступление | Завершила выступление | Завершила выступление | Завершила выступление | Завершила выступление | 27             |
| 1000 метров  | Юи Сакаи                                     | 3                | 1:29,824         | 2                | 2                     | 1:29,328              | 4                     | Завершила выступление | Завершила выступление | Завершила выступление | Завершила выступление | Завершила выступление | Завершила выступление | 13             |
| 1000 метров  | Аюко Ито                                     | 7                | 1:33,188         | 3                | Завершила выступление | Завершила выступление | Завершила выступление | Завершила выступление | Завершила выступление | Завершила выступление | Завершила выступление | Завершила выступление | Завершила выступление | 22             |
| 1000 метров  | Саюри Симидзу                                | 1                | 1:31,879         | 4                | Завершила выступление | Завершила выступление | Завершила выступление | Завершила выступление | Завершила выступление | Завершила выступление | Завершила выступление | Завершила выступление | Завершила выступление | 25             |
| 1500 метров  | Аюко Ито                                     | 2                | 2:30,354         | 3                | Не проводится         | Не проводится         | Не проводится         | 2                     | 2:56,961              | 7                     | Завершила выступление | Завершила выступление | Завершила выступление | 18             |
| 1500 метров  | Юи Сакаи                                     | 5                | 2:27,198         | 5                | Не проводится         | Не проводится         | Не проводится         | Завершила выступление | Завершила выступление | Завершила выступление | Завершила выступление | Завершила выступление | Завершила выступление | 27             |
| 1500 метров  | Биба Сакурай                                 | 3                | 2:28,127         | 6                | Не проводится         | Не проводится         | Не проводится         | Завершила выступление | Завершила выступление | Завершила выступление | Завершила выступление | Завершила выступление | Завершила выступление | 33             |
| Эстафета     | Аюко Ито Юи Сакаи Биба Сакурай Саюри Симидзу | Не проводится    | Не проводится    | Не проводится    | Не проводится         | Не проводится         | Не проводится         | 2                     | 4:11,913              | 3                     | B                     | 4:15,253              | 2                     | 5              |